# Centro cultural Ricardo Rojas
El centro cultural Rector Ricardo Rojas, también conocido como el Rojas, es un espacio cultural ubicado en la avenida Corrientes 2038 de la ciudad de Buenos Aires, Argentina. Fue inaugurado el  6 de septiembre de 1984, aunque abrió sus puertas al público recién en 1985. Se encuentra adscrito a la Universidad de Buenos Aires (UBA) a través de la Secretaría de Relaciones Institucionales, Cultura y Comunicación. En 1989, se inauguró La Galería del Centro Cultural Ricardo Rojas en el vestíbulo de entrada del recinto universitario, bajo la dirección del artista y crítico de arte Jorge Gumier Maier. En sus ambientes se organizan conferencias, exposiciones, talleres y concursos a nivel nacional e internacional.

## Programación
El Rojas destaca por su variada programación artística y su enfoque multidisciplinario en áreas como artes escénicas, visuales, nuevas tecnologías, ciencia, cultura urbana y literatura. Funciona como un laboratorio de experimentación donde se impulsan proyectos innovadores, combinando el trabajo de artistas emergentes y consolidados. Con un amplio reconocimiento nacional e internacional, colabora con diversas organizaciones y atrae a 100,000 personas anualmente, consolidándose como un motor cultural orientado al cambio y la sostenibilidad social.
El Centro Cultural de la UBA se enfoca en dos áreas principales: programación artística y cursos. Sus departamentos abarcan desde artes escénicas y visuales, nuevas tecnologías, ciencia, cultura urbana, hasta literatura y pensamiento, además de incluir Programas Especiales. Ofrece contenidos en diferentes formatos, como libros y revistas (en papel y digital), cinco programas de radio transmitidos por Radio UBA (FM 87.9), y recursos online como el Programa de Comunicación sobre Ciencia y Nautilus Sonora.
Los cursos del Rojas están diseñados para atender la educación no formal de jóvenes, adultos y adultos mayores, ofreciendo una amplia variedad de opciones en artes plásticas, ciencias, humanidades, cine, danza, diseño, fotografía, música, teatro, administración, informática, idiomas, microempresa y turismo, entre otras áreas.